# Ngũgĩ wa Thiong’o
Ngũgĩ wa Thiong’o (ur. 5 stycznia 1938 w powiecie Kiambu, zm. 28 maja 2025 w Stanach Zjednoczonych) – kenijski pisarz, początkowo tworzący po angielsku (jako James Ngugi), a następnie w języku kikuju. Jego dzieła obejmują powieści, sztuki, opowiadania, eseje, prace naukowe, krytykę literacką i książki dla dzieci.

## Życiorys
W 1964 opublikował swoją pierwszą powieść. Po tym, gdy w 1977 roku wraz z Ngũgĩ wa Mĩriĩ opublikował polityczną sztukę Ngaahika Ndeenda został uwięziony w kenijskim więzieniu. W 1978 roku Amnesty International uznała go za więźnia sumienia został wypuszczony na wolność w grudniu tego samego roku. Wkrótce po odzyskaniu wolności wyemigrował do Stanów Zjednoczonych, gdzie wykładał na Uniwersytecie Yale, a potem na uczelniach w Nowym Jorku i Kalifornii. Był persona non grata we własnym kraju.
W Polsce wydano Chmury i łzy (1972; Weep Not, Child, 1964) oraz Ziarno pszeniczne (1972; A Grain of Wheat, 1967). Na świecie ceni się równie wysoko powieści Petals of Blood, Wizard of the Crow, The River Between. 
Był uważany za jednego z najwybitniejszych pisarzy pochodzących z Afryki Wschodniej. Dwukrotnie nominowany do International Booker Prize. W swoich utworach zwracał uwagę na problemy związane m.in. z tożsamością narodową, przejawy postkolonializmu i problemy społeczno-ekonomiczne występujące w Afryce Wschodniej. Przez media był regularnie wymieniany jako jeden z potencjalnych kandydatów do otrzymania Nagrody Nobla w dziedzinie literatury.